# Strijkorkest
Een strijkorkest of strijkersenemble is een orkest dat bestaat uit uitsluitend strijkinstrumenten: eerste violen, tweede violen, altviolen, celli en contrabassen. Daarnaast kan de term gebruikt worden om in een symfonieorkest het strijkersgedeelte van de bezetting aan te duiden. Met het verkleinwoord strijkje wordt een klein ensemble bedoeld.

## Bekende strijkorkesten in Nederland

### Professioneel
- Amsterdam Sinfonietta
- Concertgebouw Kamerorkest
- Magogo Kamerorkest
- Ciconia Consort

### Amateur
- Nederlands Jeugd Strijkorkest
- Strijkorkest Zoroaster
- Nederlands Strijkers Gilde
- Britten Jeugd Strijkorkest
- Strijkorkest de Haagse Beek

### Jeugd
- Haydn Jeugd Strijkorkest
- Jeugd Strijkorkest Constantijn

## Repertoire
- Stukken met de naam "strijkersserenade" zijn geschreven door Tsjaikovski, Dvořák en Elgar. Mendelssohn schreef een aantal strijkerssymfonieën.
- Enkele bekende 20e-eeuwse stukken voor strijkorkest zijn:
  - Béla Bartók - Divertimento
  - Igor Stravinsky - Apollon Musagète
  - Witold Lutosławski - Muzyka zalobna (begrafenismuziek; 1958)
  - Benjamin Britten - Simple Symphony
  - Arnold Schönberg - Verklärte Nacht
  - Aulis Sallinen - Kamermuziek I
  - William Schuman - Symfonie nr. 5
- Dubbel strijkorkest
  - Sir Michael Tippett - Concert voor dubbel strijkorkest
  - Ralph Vaughan Williams - Partita voor dubbel strijkorkest
- Stukken die oorspronkelijk voor strijkkwartet zijn geschreven (waarbij in elk geval de contrabassen een nieuwe partij krijgen, maar soms nog meer aan de oorspronkelijke kwartetpartijen wordt gewijzigd, zoals het verdelen van een strijkersgroep (divisi) of het gebruik van solo's versus tutti's):
  - Samuel Barber - Adagio for Strings
  - Alban Berg - 3 stukken uit de Lyrische suite
  - Arnold Schoenberg - strijkkwartet nr. 2
  - Jean Sibelius - Andante festivo (met pauken)
  - Dmitri Sjostakovitsj - strijkkwartet nr. 8
- Shaker loops (1978), oorspronkelijk voor septet werd door componist John Adams in 1983 bewerkt voor strijkorkest.